# Disternich (Euskirchen)
Disternich is een wijk van de Duitse stad Euskirchen in deelstaat Noordrijn-Westfalen.
Op de plaats van de huidige wijk bevond zich bij de vorming van Euskirchen een dorp met naam Disternich, dat later echter in verval raakte. 